# Фултон
Фултон (англ. Fulton) — місто (англ. city) в США, адміністративний центр Келлевей штату Міссурі. Населення — 12 600 осіб (2020).
Названо у 1825 на ім'я американського інженера і винахідника Роберта Фултона (1765–1815), творця першого пароплава.
Знамените тим, що 5 березня 1946 року Вінстон Черчілль виголосив знамениту промову, яка вважається оголошенням холодної війни й у якій вжив термін «залізна завіса».

## Географія
Фултон розташований за координатами 38°51′19″ пн. ш. 91°57′3″ зх. д. / 38.85528° пн. ш. 91.95083° зх. д. (38.855146, -91.950802).  За даними Бюро перепису населення США в 2010 році місто мало площу 32,10 км², з яких 31,75 км² — суходіл та 0,35 км² — водойми.

## Демографія
Згідно з переписом 2010 року, у місті мешкало 12 790 осіб у 4085 домогосподарствах у складі 2255 родин. Густота населення становила 398 осіб/км².  Було 4602 помешкання (143/км²).
Расовий склад населення:
| - 83,4 % — білих - 12,0 % — чорних або афроамериканців - 1,2 % — азіатів - 0,5 % — корінних американців |

До двох чи більше рас належало 2,3 %. Частка іспаномовних становила 2,1 % від усіх жителів.
За віковим діапазоном населення розподілялося таким чином: 17,4 % — особи молодші 18 років, 70,2 % — особи у віці 18—64 років, 12,4 % — особи у віці 65 років та старші. Медіана віку мешканця становила 31,3 року. На 100 осіб жіночої статі у місті припадало 121,4 чоловіків;  на 100 жінок у віці від 18 років та старших — 123,2 чоловіків також старших 18 років.
Середній дохід на одне домашнє господарство  становив 48 513 долари США (медіана — 41 451), а середній дохід на одну сім'ю — 59 065 доларів (медіана — 51 534). Медіана доходів становила 41 269 доларів для чоловіків та 30 927 доларів для жінок. За межею бідності перебувало 20,1 % осіб, у тому числі 22,0 % дітей у віці до 18 років та 11,4 % осіб у віці 65 років та старших.
Цивільне працевлаштоване населення становило 4537 осіб. Основні галузі зайнятості: освіта, охорона здоров'я та соціальна допомога — 34,8 %, роздрібна торгівля — 13,8 %, мистецтво, розваги та відпочинок — 9,4 %, публічна адміністрація — 9,1 %.